# 26293 Van Muyden
26293 Van Muyden è un asteroide della fascia principale. Scoperto nel 1998, presenta un'orbita caratterizzata da un semiasse maggiore pari a 2,2758276 UA e da un'eccentricità di 0,0366657, inclinata di 8,34199° rispetto all'eclittica.